# East Chicago
East Chicago es una ciudad ubicada en el condado de Lake en el estado estadounidense de Indiana. En el Censo de 2010 tenía una población de 29698 habitantes y una densidad poblacional de 709,87 personas por km².

## Geografía
Según la Oficina del Censo de los Estados Unidos, East Chicago tiene una superficie total de 41.84 km², de la cual 36.49 km² corresponden a tierra firme y (12.78%) 5.35 km² es agua.

## Demografía
Según el censo de 2010, había 29698 personas residiendo en East Chicago. La densidad de población era de 709,87 hab./km². De los 29698 habitantes, East Chicago estaba compuesto por el 35.46% blancos, el 42.89% eran afroamericanos, el 0.63% eran amerindios, el 0.11% eran asiáticos, el 0.04% eran isleños del Pacífico, el 18.09% eran de otras razas y el 2.79% pertenecían a dos o más razas. Del total de la población el 50.86% eran hispanos o latinos de cualquier raza.

## Educación
Las Escuelas Públicas de East Chicago gestiona escuelas públicas.